# Saison 1996-1997 du Montpellier Hérault Sport Club
Maillots
Chronologie
Saison précédente Saison suivante
La saison 1996-1997 du Montpellier HSC a vu le club évoluer en Division 1 pour la dixième saison consécutive. 
Les pailladins connaissent un début de saison difficile, englués dans la zone rouge avant de réaliser un parcours digne d'un champion leur permettant de terminer à la 10e place du classement et d'obtenir la qualification en Coupe Intertoto. 
Pour leur retour en coupe d'Europe, les héraultais affrontent le Sporting Portugal qui est un gros morceau, malgré une résistance honorable, le Montpellier Hérault est éliminé dès son entrée en lice.
Cette saison est rattrapée par deux très bon parcours en coupes puisque les montpelliérains atteindront les demi-finales des deux coupes nationales. De plus, ils le feront quasiment uniquement face à des clubs de Division 1 chutant à chaque fois aux portes de la finale face à l'EA Guingamp en Coupe de France et face aux Girondins de Bordeaux en Coupe de la Ligue.

## Déroulement de la saison

### Inter-saison
A l'inter-saison, Jérôme Bonnissel, capitaine de l'équipe des Jeux Olympiques 1996 quitte le club pour le Deportivo La Corogne, Michel Pavon, victime de sa polyvalence, n'a pas réussi à s'imposer et part pour les Girondins de Bordeaux, Vincent Petit part pour le RC Strasbourg, et Bertrand Reuzeau en fin de contrat rebondit au FC Sochaux-Montbéliard. 
Pour compenser ces départs et pouvoir jouer la Coupe d'Europe, le club recrute des joueurs d'expérience avec des noms relativement ronflants. En effet, aux arrivées de Kader Ferhaoui, de Pascal Fugier et de Frédéric Martin, s'ajoutent les recrutements des ex-internationaux William Prunier et Franck Sauzée, venus relayer la charnière Thierry Laurey-Michel Der Zakarian, en fin de carrière, et plus tard de Roman Kosecki, en provenance du FC Nantes, qui cherche à se relancer.

### Championnat
Le départ de cette saison est catastrophique, le club chute rapidement dans le classement et à la trêve, il est bien ancré parmi les relégables. Heureusement, les talents de buteurs de Ibrahima Bakayoko, et les coups francs magiques de Franck Sauzée sont là et Louis Nicollin garde confiance en Michel Mézy pour mener la barque. 
La seconde partie de la saison est quasiment celle d'un champion, avec un Ibrahima Bakayoko intenable et un Christophe Sanchez qui retrouve le sens du but après des débuts difficiles. Les pailladins finissent 10e du classement ce qui leur permet de se qualifier in extremis pour la Coupe Intertoto.

### Coupe UEFA
Pour son retour sur la scène européenne, le Montpellier HSC retrouve la Coupe UEFA. Si pour la première fois le club ne rencontre pas un ancien vainqueur de la Coupe des Champions, le Sporting Portugal reste un gros morceau. Et malheureusement, cela se confirme match après un match nul 1-1 à domicile, le retour à Lisbonne ne sera pas meilleur avec une petite défaite 1-0 pour une peu glorieuse élimination et beaucoup de regrets.

### Coupes nationales
Heureusement les parcours en Coupes viennent ramener un peu de gaité dans ce qui aurait pu être une triste année avec deux demi-finales à la clé. 
Les adversaires n'avaient pourtant rien de reposant, après le SC Bastia éliminé lors de la séance de tirs au but, une revanche sur les nîmois aux Stade des Costières et des prolongations face au Stade rennais, il a fallu affronter les Girondins de Bordeaux dans son antre en Coupe de la Ligue. 
C'est le fameux épisode des petits bouts de papiers de Gilbert Bodart qui après un 2-2 dans le temps réglementaire va voir Rolland Courbis lui glisser le côté qu'a l'habitude de viser chaque tireur montpelliérain. Le coup est réussi et le portier belge arrête deux tirs au but dans une séance qui n'en finit plus (7-6).
En Coupe de France, c'est quasiment le même chemin avec les éliminations du FC Metz lors de la séance de tirs au but, du FC Sochaux-Montbéliard à la Mosson puis du Lille OSC et enfin la revanche prise sur les Girondins de Bordeaux en Gironde. 
Mais le beau parcours prendra fin sur une peu glorieuse élimination contre l'EA Guingamp en demi-finales après prolongations qui ira perdre en finale face à l'OGC Nice qui bien que relégué en Division 2 aura le droit de disputer la Coupe des Coupes l'année suivante.

## Joueurs et staff

### Transferts
| Été 1996          |             |                                |                        |                   |
| Nom               | Nationalité | Transfert                      | Provenance/Destination | Division          |
| Arrivées          |             |                                |                        |                   |
| Franck Sauzée     | France      | Transfert                      | RC Strasbourg          | Division 1        |
| Frédéric Martin   | France      | Transfert                      | OGC Nice               | Division 1        |
| Michel Rodriguez  | France      | Premier contrat pro            |                        |                   |
| Pascal Fugier     | France      | Transfert                      | Stade rennais          | Division 1        |
| William Prunier   | France      | Transfert                      | FC Copenhague          | Faxe Kondi Ligaen |
| Kader Ferhaoui    | Algérie     | Transfert                      | AS Cannes              | Division 1        |
| Roman Kosecki     | Pologne     | Transfert                      | FC Nantes              | Division 1        |
| Grégory Barbezier | France      | Premier contrat pro            |                        |                   |
| Retours de Prêt   |             |                                |                        |                   |
| Fabrice Divert    | France      | Expiration de la durée de prêt | EA Guingamp            | Division 1        |
| Départs           |             |                                |                        |                   |
| Bertrand Reuzeau  | France      | Transfert                      | FC Sochaux-Montbéliard | Division 2        |
| Eddy Bathié       | France      | Résiliation de contrat         | Pau FC                 | CFA               |
| Jérôme Bonnissel  | France      | Transfert                      | Deportivo La Corogne   | Primera División  |
| Michel Pavon      | France      | Transfert                      | Girondins de Bordeaux  | Division 1        |
| Vincent Petit     | France      | Transfert                      | RC Strasbourg          | Division 1        |
| Fabrice Divert    | France      | Fin de contrat (Blessure)      |                        |                   |
| Prêts             |             |                                |                        |                   |
| Gérald Martin     | France      | Prêt                           | Olympique d'Alès       | National          |

| Hiver 1996-1997      |             |                     |                        |                  |
| Nom                  | Nationalité | Transfert           | Provenance/Destination | Division         |
| Arrivées             |             |                     |                        |                  |
| Toifilou Maoulida    | France      | Premier contrat pro |                        |                  |
| Départs              |             |                     |                        |                  |
| José Luis Villarreal | Argentine   | Transfert           | CF Pachuca             | Primera División |

## Rencontres de la saison

### Division 1
|            | Adversaire             | Lieu | Résultat | Buteurs du MHSC                                   | Affluence |
| Journée 1  | EA Guingamp            | Ext. | 0-0      | -                                                 | -         |
| Journée 2  | AS Monaco              | Ext. | 1-1      | Franck Sauzée                                     | -         |
| Journée 3  | AS Cannes              | Dom. | 0-1      | -                                                 | 13 090    |
| Journée 4  | RC Lens                | Ext. | 2-3      | Kader Ferhaoui · Fabien Lefèvre                   | -         |
| Journée 5  | Paris Saint-Germain    | Dom. | 0-3      | -                                                 | 14 030    |
| Journée 6  | Olympique lyonnais     | Ext. | 1-1      | Jean-Christophe Rouvière                          | -         |
| Journée 7  | Le Havre AC            | Dom. | 2-1      | Ibrahima Bakayoko                                 | 6 348     |
| Journée 8  | FC Metz                | Ext. | 1-1      | Fabien Lefèvre                                    | -         |
| Journée 9  | AJ Auxerre             | Dom. | 0-0      | -                                                 | 8 362     |
| Journée 10 | Stade rennais          | Ext. | 0-2      | -                                                 | -         |
| Journée 11 | SC Bastia              | Dom. | 3-1      | Kader Ferhaoui · Fabien Lefèvre · Philippe Delaye | 9 122     |
| Journée 12 | OGC Nice               | Ext. | 1-1      | Ibrahima Bakayoko                                 | -         |
| Journée 13 | Lille OSC              | Dom. | 0-1      | -                                                 | 7 997     |
| Journée 14 | Girondins de Bordeaux  | Ext. | 1-3      | Franck Sauzée                                     | -         |
| Journée 15 | Olympique de Marseille | Dom. | 2-0      | Ibrahima Bakayoko                                 | 16 419    |
| Journée 16 | RC Strasbourg          | Ext. | 1-2      | Franck Sauzée                                     | -         |
| Journée 17 | SM Caen                | Dom. | 0-0      | -                                                 | 7 633     |
| Journée 18 | AS Nancy-Lorraine      | Ext. | 0-0      | -                                                 | -         |
| Journée 19 | FC Nantes              | Dom. | 2-2      | Franck Sauzée · Ibrahima Bakayoko                 | 9 035     |
| Journée 20 | AS Monaco              | Dom. | 0-1      | -                                                 | 10 511    |
| Journée 21 | AS Cannes              | Ext. | 0-1      | -                                                 | -         |
| Journée 22 | RC Lens                | Dom. | 1-0      | Christophe Sanchez                                | 8 059     |
| Journée 23 | Paris Saint-Germain    | Ext. | 1-1      | Ibrahima Bakayoko                                 | -         |
| Journée 24 | Olympique lyonnais     | Dom. | 2-1      | Roman Kosecki · Fabien Lefèvre                    | 9 181     |
| Journée 25 | Le Havre AC            | Ext. | 0-0      | -                                                 | -         |
| Journée 26 | FC Metz                | Dom. | 1-0      | Franck Sauzée                                     | 9 160     |
| Journée 27 | AJ Auxerre             | Ext. | 2-0      | Christophe Sanchez                                | -         |
| Journée 28 | Stade rennais          | Dom. | 0-0      | -                                                 | 8 980     |
| Journée 29 | SC Bastia              | Ext. | 2-2      | Christophe Sanchez · Fabien Lefèvre               | -         |
| Journée 30 | OGC Nice               | Dom. | 2-1      | Franck Sauzée · Christophe Sanchez                | 8 830     |
| Journée 31 | Lille OSC              | Ext. | 4-0      | Ibrahima Bakayoko · Franck Sauzée                 | -         |
| Journée 32 | Girondins de Bordeaux  | Dom. | 2-0      | Ibrahima Bakayoko                                 | 13 814    |
| Journée 33 | Olympique de Marseille | Ext. | 2-2      | Franck Rizzetto · Ibrahima Bakayoko               | -         |
| Journée 34 | RC Strasbourg          | Dom. | 1-4      | Hervé Alicarte                                    | 10 406    |
| Journée 35 | SM Caen                | Ext. | 1-0      | Laurent Robert                                    | -         |
| Journée 36 | AS Nancy-Lorraine      | Dom. | 1-1      | Jean-Christophe Rouvière                          | 8 658     |
| Journée 37 | FC Nantes              | Ext. | 0-3      | -                                                 | -         |
| Journée 38 | EA Guingamp            | Dom. | 1-0      | Roman Kosecki                                     | 9 244     |

### Coupe UEFA
| Tour            | Adversaire        | Lieu | Résultat | Buteurs du MHSC |
| 1/32e de finale | Sporting Portugal | Dom. | 1-1      | Kader Ferhaoui  |
| 1/32e de finale | Sporting Portugal | Ext. | 0-1      | -               |

### Coupe de France
| Tour            | Adversaire                          | Lieu | Résultat                     | Buteurs du MHSC                                         |
| 1/32e de finale | FC Metz (Division 1)                | Ext. | 3-3 (a.p.) Tirs au but : 3-1 | Christophe Sanchez · Fabien Lefèvre                     |
| 1/16e de finale | FC Sochaux-Montbéliard (Division 1) | Dom. | 2-0                          | Ibrahima Bakayoko                                       |
| 1/8e de finale  | Lille OSC (Division 1)              | Ext. | 3-0                          | Ibrahima Bakayoko · Christophe Sanchez · Fabien Lefèvre |
| 1/4 de finale   | Girondins de Bordeaux (Division 1)  | Ext. | 2-1                          | Franck Sauzée · Kader Ferhaoui                          |
| 1/2 finale      | EA Guingamp (Division 1)            | Ext. | 0-2 (a.p.)                   | -                                                       |

### Coupe de la Ligue
| Tour            | Adversaire                         | Lieu | Résultat                     | Buteurs du MHSC                           |
| 1/16e de finale | SC Bastia (Division 1)             | Dom. | 2-2 (a.p.) Tirs au but : 4-2 | Laurent Robert · Jean-Christophe Rouvière |
| 1/8e de finale  | Nîmes Olympique (National 1)       | Ext. | 1-0                          | Pascal Fugier                             |
| 1/4 de finale   | Stade rennais (Division 1)         | Dom. | 2-1 (a.p.)                   | Serge Blanc · Christophe Sanchez          |
| 1/2 finale      | Girondins de Bordeaux (Division 1) | Ext. | 2-2 (a.p.) Tirs au but : 6-7 | Ibrahima Bakayoko · Laurent Robert        |

## Statistiques

### Statistiques collectives
| Compétition       | Débute au tour  | Place ou tour final | Matches joués | Gagnés | Nuls | Perdus | Buts pour | Buts contre | Différence |
| Division 1        | -               | 12e                 | 38            | 12     | 15   | 11     | 40        | 40          | +0         |
| Coupe UEFA        | 1/32e de finale | 1/32e de finale     | 2             | 0      | 1    | 1      | 1         | 2           | -1         |
| Coupe de France   | 1/32e de finale | 1/2 finale          | 5             | 3      | 1    | 1      | 10        | 6           | +4         |
| Coupe de la Ligue | 1/16e de finale | 1/2 finale          | 4             | 2      | 2    | 0      | 7         | 5           | +2         |
| Total             | -               | -                   | 49            | 17     | 19   | 13     | 58        | 53          | +5         |

### Statistiques individuelles
| Nat. | Nom          | Division 1 | Division 1  | Division 1 | Division 1   | Coupe de France | Coupe de France | Coupe de France | Coupe de France | Coupe de la Ligue | Coupe de la Ligue | Coupe de la Ligue | Coupe de la Ligue | Coupe UEFA | Coupe UEFA  | Coupe UEFA | Coupe UEFA   | Total | Total       | Total  | Total        |
| Nat. | Nom          | M.j.       | But inscrit | Averti     | Carton rouge | M.j.            | But inscrit     | Averti          | Carton rouge    | M.j.              | But inscrit       | Averti            | Carton rouge      | M.j.       | But inscrit | Averti     | Carton rouge | M.j.  | But inscrit | Averti | Carton rouge |
|      | Martini      | 32         | 0           | 4          | 0            | 3               | 0               | 0               | 0               | 3                 | 0                 | 0                 | 0                 | 1          | 0           | 0          | 0            | 39    | 0           | 4      | 0            |
|      | Flucklinger  | 6          | 0           | 1          | 0            | 2               | 0               | 0               | 0               | 1                 | 0                 | 0                 | 0                 | 2          | 0           | 0          | 0            | 11    | 0           | 1      | 0            |
|      | Sauzée       | 27         | 7           | 3          | 0            | 4               | 1               | 0               | 0               | 4                 | 0                 | 0                 | 0                 | 1          | 0           | 0          | 0            | 36    | 8           | 3      | 0            |
|      | Martin       | 7          | 0           | 3          | 0            | 0               | 0               | 0               | 0               | 1                 | 0                 | 1                 | 0                 | 1          | 0           | 0          | 0            | 9     | 0           | 4      | 0            |
|      | Alicarte     | 17         | 1           | 1          | 0            | 3               | 0               | 0               | 0               | 2                 | 0                 | 0                 | 0                 | 1          | 0           | 0          | 0            | 23    | 1           | 1      | 0            |
|      | Thétis       | 8          | 0           | 2          | 0            | 0               | 0               | 0               | 0               | 0                 | 0                 | 0                 | 0                 | 1          | 0           | 0          | 0            | 9     | 0           | 2      | 0            |
|      | Der Zakarian | 3          | 0           | 0          | 0            | 0               | 0               | 0               | 0               | 0                 | 0                 | 0                 | 0                 | 0          | 0           | 0          | 0            | 3     | 0           | 0      | 0            |
|      | Rodriguez    | 3          | 0           | 0          | 0            | 1               | 0               | 0               | 0               | 0                 | 0                 | 0                 | 0                 | 0          | 0           | 0          | 0            | 4     | 0           | 0      | 0            |
|      | Baills       | 33         | 0           | 9          | 1            | 5               | 0               | 0               | 0               | 4                 | 0                 | 1                 | 0                 | 2          | 0           | 0          | 0            | 44    | 0           | 10     | 1            |
|      | Fugier       | 28         | 0           | 2          | 0            | 4               | 0               | 0               | 0               | 4                 | 1                 | 0                 | 0                 | 2          | 0           | 0          | 0            | 38    | 1           | 2      | 0            |
|      | Blanc        | 18         | 0           | 3          | 0            | 4               | 0               | 0               | 0               | 4                 | 1                 | 0                 | 0                 | 0          | 0           | 0          | 0            | 26    | 1           | 3      | 0            |
|      | Bertrand     | 6          | 0           | 1          | 0            | 0               | 0               | 0               | 0               | 0                 | 0                 | 0                 | 0                 | 0          | 0           | 0          | 0            | 6     | 0           | 1      | 0            |
|      | Prunier      | 27         | 0           | 12         | 0            | 1               | 0               | 0               | 0               | 0                 | 0                 | 0                 | 0                 | 2          | 0           | 0          | 0            | 30    | 0           | 12     | 0            |
|      | Lefèvre      | 32         | 5           | 4          | 0            | 3               | 3               | 0               | 0               | 3                 | 0                 | 0                 | 0                 | 2          | 0           | 0          | 0            | 40    | 8           | 4      | 0            |
|      | Rizzetto     | 25         | 1           | 1          | 0            | 5               | 0               | 0               | 0               | 4                 | 0                 | 1                 | 0                 | 1          | 0           | 0          | 0            | 35    | 1           | 2      | 0            |
|      | Rouvière     | 38         | 2           | 4          | 0            | 5               | 0               | 0               | 0               | 4                 | 1                 | 0                 | 0                 | 2          | 0           | 0          | 1            | 49    | 3           | 4      | 1            |
|      | Javary       | 7          | 0           | 2          | 0            | 0               | 0               | 0               | 0               | 1                 | 0                 | 0                 | 0                 | 0          | 0           | 0          | 0            | 8     | 0           | 2      | 0            |
|      | Villarreal   | 9          | 0           | 0          | 0            | 0               | 0               | 0               | 0               | 0                 | 0                 | 0                 | 0                 | 1          | 0           | 0          | 0            | 10    | 0           | 0      | 0            |
|      | Ferhaoui     | 33         | 2           | 2          | 0            | 4               | 1               | 0               | 0               | 4                 | 0                 | 1                 | 0                 | 2          | 1           | 0          | 0            | 43    | 4           | 3      | 0            |
|      | Robert       | 38         | 1           | 3          | 1            | 3               | 0               | 0               | 0               | 3                 | 2                 | 0                 | 0                 | 1          | 0           | 0          | 0            | 45    | 3           | 3      | 1            |
|      | Delaye       | 19         | 1           | 3          | 0            | 2               | 0               | 0               | 0               | 0                 | 0                 | 0                 | 0                 | 0          | 0           | 0          | 0            | 21    | 1           | 3      | 0            |
|      | Laurey       | 12         | 0           | 1          | 0            | 4               | 0               | 0               | 0               | 3                 | 0                 | 1                 | 0                 | 0          | 0           | 0          | 0            | 19    | 0           | 2      | 0            |
|      | Sanchez      | 24         | 5           | 1          | 0            | 4               | 2               | 1               | 0               | 4                 | 1                 | 1                 | 0                 | 2          | 0           | 0          | 0            | 34    | 8           | 3      | 0            |
|      | Divert       | 0          | 0           | 0          | 0            | 0               | 0               | 0               | 0               | 0                 | 0                 | 0                 | 0                 | 0          | 0           | 0          | 0            | 0     | 0           | 0      | 0            |
|      | Barbezier    | 2          | 0           | 0          | 0            | 0               | 0               | 0               | 0               | 0                 | 0                 | 0                 | 0                 | 0          | 0           | 0          | 0            | 2     | 0           | 0      | 0            |
|      | Bakayoko     | 27         | 13          | 5          | 0            | 5               | 3               | 0               | 0               | 3                 | 1                 | 0                 | 0                 | 2          | 0           | 0          | 0            | 37    | 17          | 5      | 0            |
|      | Kosecki      | 19         | 2           | 2          | 0            | 4               | 0               | 0               | 0               | 2                 | 0                 | 0                 | 0                 | 2          | 0           | 0          | 0            | 27    | 2           | 2      | 0            |
|      | Maoulida     | 0          | 0           | 0          | 0            | 0               | 0               | 0               | 0               | 0                 | 0                 | 0                 | 0                 | 0          | 0           | 0          | 0            | 0     | 0           | 0      | 0            |

### Autres statistiques
| Meilleurs buteurs \| Joueur \| Total \| \| Ibrahima Bakayoko \| 17 \| \| Christophe Sanchez \| 8 \| \| Fabien Lefèvre \| 8 \| \| Franck Sauzée \| 8 \| \| Kader Ferhaoui \| 4 \| \| Jean-Christophe Rouvière \| 3 \| \| Laurent Robert \| 3 \| \| Roman Kosecki \| 2 \| \| Franck Rizzetto \| 1 \| \| Hervé Alicarte \| 1 \| \| Pascal Fugier \| 1 \| \| Philippe Delaye \| 1 \| \| Serge Blanc \| 1 \| | Equipe type de la saison Martini Baills Prunier Sauzée Fugier Ferhaoui Rizzetto Robert Lefèvre Rouvière Bakayoko D'après les temps de jeu à leur poste. |  |
| Joueur | Total |  |
| Ibrahima Bakayoko | 17 |  |
| Christophe Sanchez | 8 |  |
| Fabien Lefèvre | 8 |  |
| Franck Sauzée | 8 |  |
| Kader Ferhaoui | 4 |  |
| Jean-Christophe Rouvière | 3 |  |
| Laurent Robert | 3 |  |
| Roman Kosecki | 2 |  |
| Franck Rizzetto | 1 |  |
| Hervé Alicarte | 1 |  |
| Pascal Fugier | 1 |  |
| Philippe Delaye | 1 |  |
| Serge Blanc | 1 |  |

Buts
- Premier but de la saison :   Franck Sauzée contre l'AS Monaco lors de la 2e journée de championnat
- Premier doublé :    Ibrahima Bakayoko contre Le Havre AC lors de la 7e journée de championnat
- Plus grande marge : 4 buts (marge positive) 4-0 contre le Lille OSC lors de la 31e journée de championnat
- Plus grand nombre de buts dans une rencontre : 6 buts 3-3 contre le FC Metz lors des 1/32e de finale de la Coupe de france

Discipline
- Premier carton jaune :  45e William Prunier contre l'EA Guingamp lors de la 1re journée de championnat
- Premier carton rouge :   76e Pascal Baills contre le RC Lens lors de la 4e journée de championnat
- Plus grand nombre de cartons dans un match : 5  45e, 55e, 61e, 68e et 90e contre l'EA Guingamp et  14e, 39e, 62e, 71e et 83e contre l'OGC Nice

Affluences
- Meilleure affluence : 
  - En championnat : 16 419 spectateurs contre l'Olympique de Marseille, 15e journée
- Plus mauvaise affluence : 
  - En championnat : 6 348 spectateurs contre Le Havre AC, 7e journée